# Immolation

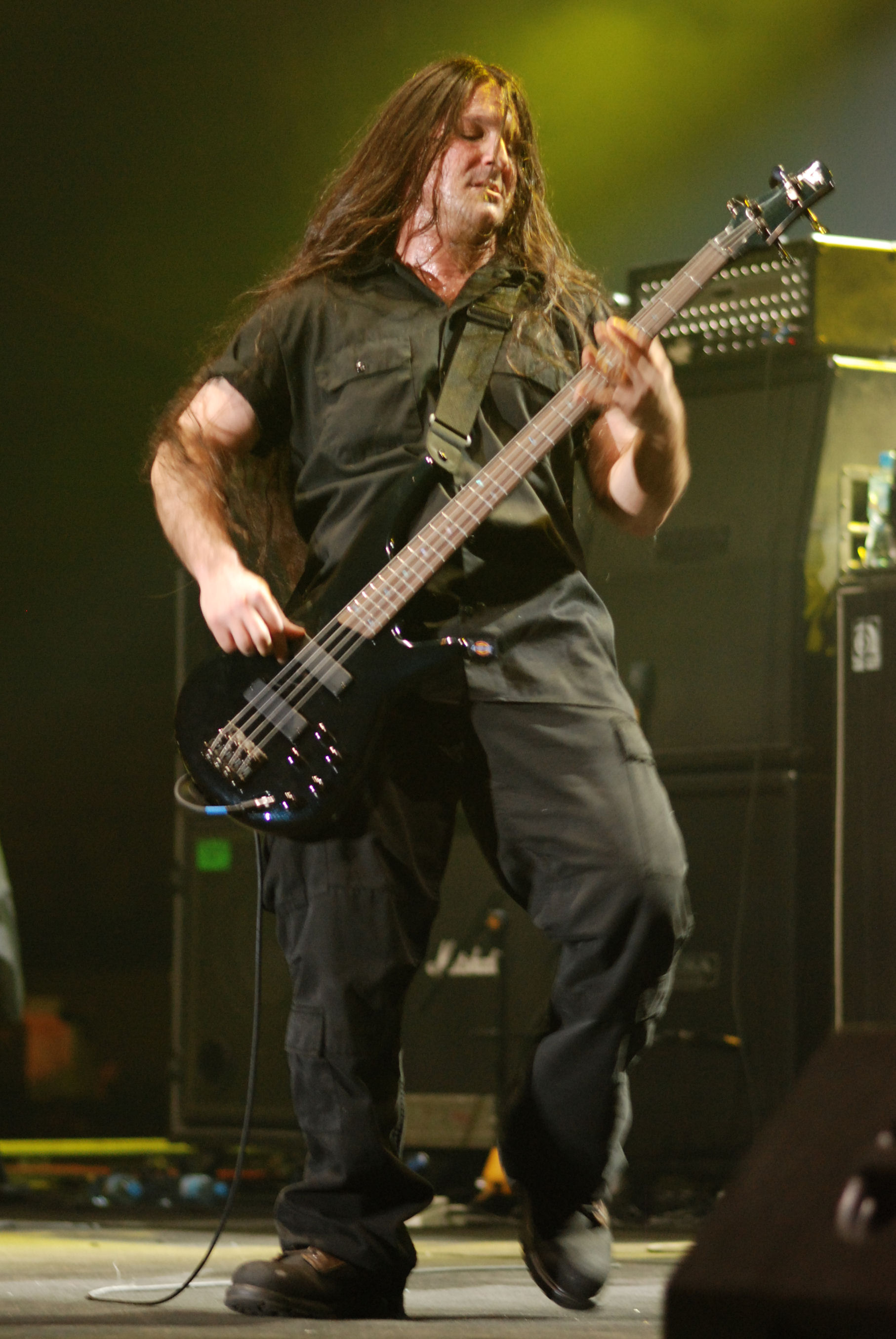
Ross Dolan podczas koncertu na festiwalu Metalmania 8 marca 2008

Immolation – amerykańska grupa muzyczna grająca death metal. Początkowo zespół nosił nazwę Rigor Mortis, lecz została ona zmieniona w 1988 roku na Immolation. Grupa zadebiutowała w 1991 roku płytą Dawn of Possession.

## Historia
Opracowano na podstawie materiału źródłowego.

### 1986–1995
Zespół pod nazwą Rigor Mortis założyli w maju 1986 roku w Yonkers Dave Wilkinson i Andrew Sakowicz. Dołączył do nich Robert Vigna i w sierpniu grupa zarejestrowała pierwsze demo Peace Through Tyranny. W marcu 1987 roku do zespołu przyjęto nowego gitarzystę – Toma Wilkinsona, a w lipcu ukazało się drugie demo Rigor Mortis zatytułowane Decomposed. Kolejne demo – Warriors of Doom – zostało nagrane w styczniu 1988 roku, natomiast 6 lutego grupa po raz ostatni wystąpiła pod nazwą Rigor Mortis. W marcu z zespołu odeszli Andrew Sakowicz i Dave Wilkinson, natomiast Robert Vigna i Tom Wilkinson, do których dołączyli Ross Dolan i Neal Boback, stworzyli pierwszy skład Immolation.
Pierwsze demo Immolation Demo I, zawierające dwa utwory ("Immolation" i "Dawn of Possession"), ukazało się 5 lipca 1988 roku, a kolejne – Demo II (zawierające trzy utwory: "Internal Decadence", "Burial Ground" i "Despondent Souls") – rok później.
Pierwszy album studyjny Immolation zatytułowany Dawn of Possession ukazał się 19 lipca 1991 roku nakładem Roadrunner Records i został nagrany z udziałem nowego perkusisty – Craiga Smilowskiego.
W następnych latach zespół nie miał kontraktu z żadną wytwórnią i zrealizował jedynie kolejne demo 1994 Promotional Demo (1994), a Repulse Records wydało w styczniu 1995 roku album kompilacyjny Stepping on Angels... Before Dawn, na którym zamieszczono utwory pochodzące z wczesnych nagrań demo Rigor Mortis i Immolation oraz kilka nagrań koncertowych z lat 1988–1989.

### 1996–2004
Drugi album studyjny – Here in After – ukazał się dopiero 13 stycznia 1996 roku nakładem Metal Blade. W tym samym roku z Immolation odszedł Craig Smilowski, a na jego miejsce został przyjęty Alex Hernandez, perkusista Fallen Christ i Disassociate. Zespół promował album m.in. biorąc udział w europejskiej trasie z Cannibal Corpse.
W lipcu 1998 roku w Millbrook Sound Studios, z pomocą producenta Paula Orofino, zespół rozpoczął nagrywanie trzeciego albumu – Failures for Gods, który miał premierę rok później – 1 czerwca 1999 roku.
W roku 2000 Immolation wzięło udział w trasie z Six Feet Under, a 7 listopada tego roku ukazał się czwarty album – Close to a World Below.
W roku 2001 z Immolation odszedł Thomas Wilkinson, którego – do czasu przyjęcia Billa Taylora z Angelcorpse – zastępował John McEntee z Incantation. W maju zespół wziął udział w europejskiej trasie z Deranged, Deströyer 666, Decapitated i Soul Demise, a we wrześniu zakończył współpracę z wytwórnią Metal Blade.
W czerwcu 2002 roku grupa podpisała kontrakt z Listenable i 28 października ukazał się album Unholy Cult, podobnie jak Close to the World Below, wyprodukowany przez Paula Orofino. Promując Unholy Cult, zespół dużo koncertował: w grudniu 2002 roku wziął udział w europejskiej trasie No Mercy X-Mass Festivals m.in. z grupami Six Feet Under, Marduk, Kataklysm, Exodus; w marcu i kwietniu 2003 roku – w europejskiej trasie z Cradle of Filth; na przełomie maja i czerwca 2003 roku – w trasie z Grave i Goatwhore. W czerwcu, z powodu problemów ze zdrowiem, z Immolation odszedł Alex Hernandez, którego zastąpił Steve Shalaty z Odious Sanction.
15 września 2004 roku ukazało się pierwsze DVD Immolation – Bringing Down the World, na którym znalazły się m.in. zapisy koncertów promujących album Unholy Cult z Amsterdamu, Tilburga, Paryża i Los Angeles.

### Od 2005
Kolejny album studyjny zatytułowany Harnessing Ruin miał premierę 5 lutego 2005 roku i został wyprodukowany przez Paula Orofino. Jest to pierwsza płyta Immolation nagrana z udziałem Steve’a Shalaty’ego. Promując album, na przełomie maja i czerwca 2005 roku zespół wziął udział w trasie z Deicide, wystąpił w Europie na festiwalach Graspop Metal Meeting i Fury Fest, w kwietniu 2006 roku wziął udział w trasie z grupami Cryptopsy i Exodus.
W listopadzie 2006 roku zespół przystąpił do nagrywania kolejnej płyty. 4 maja 2007 roku ukazał się minialbum Hope and Horror, a cztery dni później album Shadows in the Light. W maju i czerwcu 2007 roku zespół wystąpił w Europie na trasie z grupami Krisiun, Grave, Dawn of Azazel i Leng Tch'e, a następnie na letnich festiwalach Death Feast Open Air, Summer Breeze Open Air, Party.San Metal Open Air. Na przełomie października i listopada 2007 roku Immolation odbyło trasę w Ameryce Północnej z zespołami Suffocation i Skinless.
W lutym i marcu 2008 roku zespół wziął udział w trasie Lucifer Over America Tour 2008 m.in. z grupami Rotting Christ i Belphegor, a następnie w europejskiej trasie z grupami Melechesh, Goatwhore i Sickening Horror.
W czerwcu 2009 roku zespół podpisał kontrakt z wytwórnią Nuclear Blast, a we wrześniu przystąpił do nagrywania płyty.
W styczniu i lutym 2010 roku Immolation wzięło udział w trasie Those Whom The Gods Detest Tour m.in. z grupami Nile i Krisiun. Premiera albumu Majesty and Decay została odbyła się 5 marca 2010 roku w Europie i 9 marca w Stanach Zjednoczonych.

## Muzycy
| - Ross Dolan – gitara basowa, śpiew (od 1986) - Alex Bouks – gitara (od 2016) - Robert Vigna – gitara (od 1986) - Steve Shalaty – perkusja (od 2005) |  | - John McEntee – gitara (2001) - Thomas Wilkinson – gitara (1988–2001) - Neal Boback – perkusja (1988–1989) - Craig Smilowski – perkusja (1991–1996) - Alex Hernandez – perkusja (1996–2002) - Bill Taylor – gitara (2001-2016) |

## Dyskografia

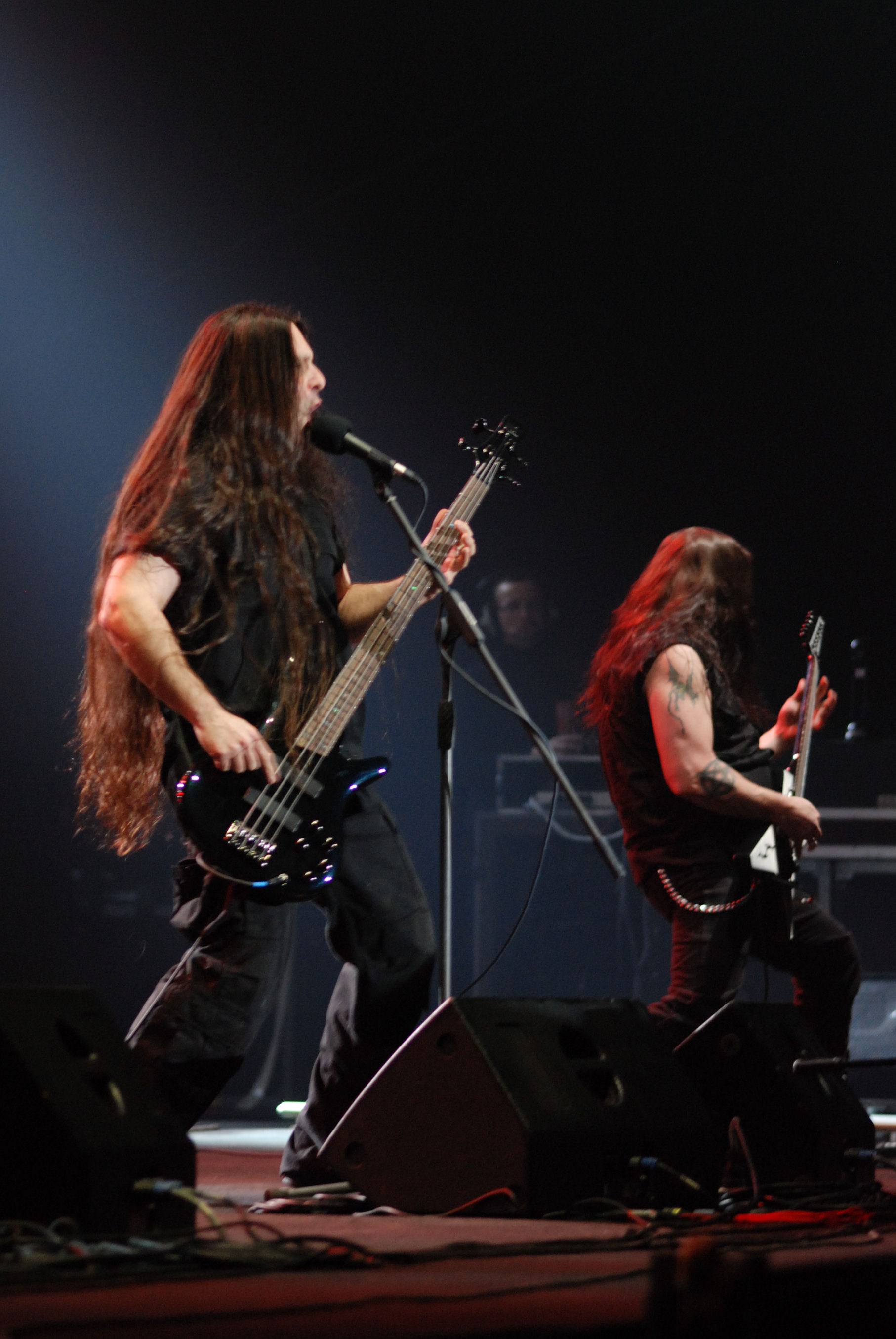
Immolation podczas koncertu na festiwalu Metalmania 8 marca 2008

| - Dawn of Possession (1991) - Here in After (1996) - Failures for Gods (1999) - Close to a World Below (2000) - Unholy Cult (2002) - Harnessing Ruin (2005) - Shadows in the Light (2007) - Majesty and Decay (2010) - Kingdom of Conspiracy (2013) - Atonement (2017) - Acts of God (2022) |  | - Hope and Horror (2007) - Providence (2011) - Stepping on Angels... Before Dawn (1995) - Demo I (1988) - Demo II (1989) - 1994 Promotional Demo (1994) - Bringing Down the World (2004) |

## Teledyski
| Rok  | Tytuł                | Reżyseria        | Album                | Źródło |
| ---- | -------------------- | ---------------- | -------------------- | ------ |
| 2003 | "Of Martyrs And Men" | —                | Unholy Cult          | [ 40 ] |
| 2005 | "Harnessing Ruin"    | Maurice Swinkels | Harnessing Ruin      | [ 41 ] |
| 2007 | "World Agony"        | Michael Bernadat | Shadows In The Light | [ 42 ] |
| 2011 | "A Glorious Epoch"   | Tommy Jones      | Majesty and Decay    | [ 40 ] |
| 2011 | "Illumination"       | Tommy Jones      | Providence           | [ 43 ] |